# Hans-Georg Unger
Hans-Georg Unger (* 14. September 1926 in Braunschweig; † 7. Dezember 2022 ebenda) war ein deutscher Ingenieur, Elektrotechniker und Professor für Hochfrequenztechnik an der Technischen Hochschule Braunschweig sowie Lehrstuhlinhaber.

## Leben
Hans-Georg Unger wurde als Sohn von Emma Unger, geborene Ewald, und ihres Mannes, des Kaufmanns Ludwig Unger, in Braunschweig geboren. Nachdem er 1945 sein Abitur an der Gaußschule in Braunschweig abgelegt hatte, studierte er von 1946 bis 1951 Elektrotechnik an der dortigen Technischen Hochschule.
Von 1951 bis 1955 war er Entwicklungsingenieur und Leiter des Laboratoriums für Mikrowellenforschung, dem Zentrallabor der Siemens & Halske AG in München. 1954 wurde er zum Dr.-Ing. promoviert. Im Jahr 1955 heiratete er Gunda Schneider. Aus der Ehe gingen die zwei Kinder Barbara und Klaus hervor.
Nach einer vierjährigen Tätigkeit von 1956 bis 1960 an den Bell-Laboratorien (Bell Telephone Laboratorier Inc.) in den USA, in denen er als Mitglied des Technischen Stabes und Abteilungsleiter die Grundlagen für die Kommunikation über Mikrowellen durch Hohlleiter schuf, folgte er 1960 dem Ruf auf eine ordentliche Professur für Hochfrequenztechnik an der Technischen Hochschule Braunschweig und wurde Leiter des neu gegründeten Instituts für Hochfrequenztechnik. Seine Publikationen umfassen vor allem Elektronik, Hochfrequenz- und optische Nachrichtentechnik.
1964/1965 war er in den USA Gastprofessor der University of Wisconsin.
Er erhielt Ehrendoktorwürden von der Technischen Universität München (1985 Dr.-Ing. E.h.), der Universität Ulm (1992) und der Technischen Universität Hamburg-Harburg (1993). Er war seit 1965 ordentliches Mitglied der Braunschweigischen Wissenschaftlichen Gesellschaft sowie Mitglied der Polnischen Akademie der Wissenschaften. Unger wurde zudem Fellow des IEEE (Institute of Electrical and Electronics Engineers).

## Schriften (Auswahl)
- Dielektrische Rohre als Wellenleiter. (Dissertation) Technische Hochschule Braunschweig, Braunschweig 1954, DNB 480466300.
- Planar Optical Waveguides and Fibres. Clarendon Press, Oxford, 1977, ISBN 0-19-856133-4.
- Optische Nachrichtentechnik. Hüthig, Heidelberg, Teil 1. Optische Wellenleiter. 1984, ISBN 3-7785-0810-5, Teil 2. Komponenten, Systeme, Messtechnik. 1985, ISBN 3-7785-0961-6.